# Thérèse Schwartze
Thérèse Schwartze (Amsterdam, 20 de desembre de 1851 – 23 de desembre de 1918) fou una pintora neerlandesa especialista en Retrats.

## Biografia
Va ser filla del pintor Johan Georg Schwartze, va créixer a Filadèlfia i es va formar en Düsseldorf.
Thérèse va rebre la seva primera formació per part del seu pare, abans d'estudiar durant un any a la Rijksacademie van Beeldende Kunsten. Després va viatjar a Múnic per ampliar estudis amb els pintors Gabriel Max i Franz von Lenbach. El 1879 es va anar a París i va seguir rebent lliçons de Jean-Jacques Henner. Quan va tornar a Amsterdam es va convertir en membre de Arti et Amicitiae.

### Mort
El 22 de juliol de 1918 el seu marit, Anton van Duyl, va morir. Com Schwartze es trobava en aquest moment en un estat de salut delicada, la mort del seu marit va ser un cop que no va poder vèncer. Va morir en Amsterdam el 23 de desembre de 1918.
Va ser enterrada al Cementiri de Zorgvlied de Amsterdam. Més tard va ser traslladada a el Nieuwe Ooster cementiri de la mateixa ciutat, on la seva germana havia creat un monument funerari per a ella després d'haver-li tret la seva màscara mortuòria, ara és considerat com un Monument Nacional dels Països Baixos.

## Obres

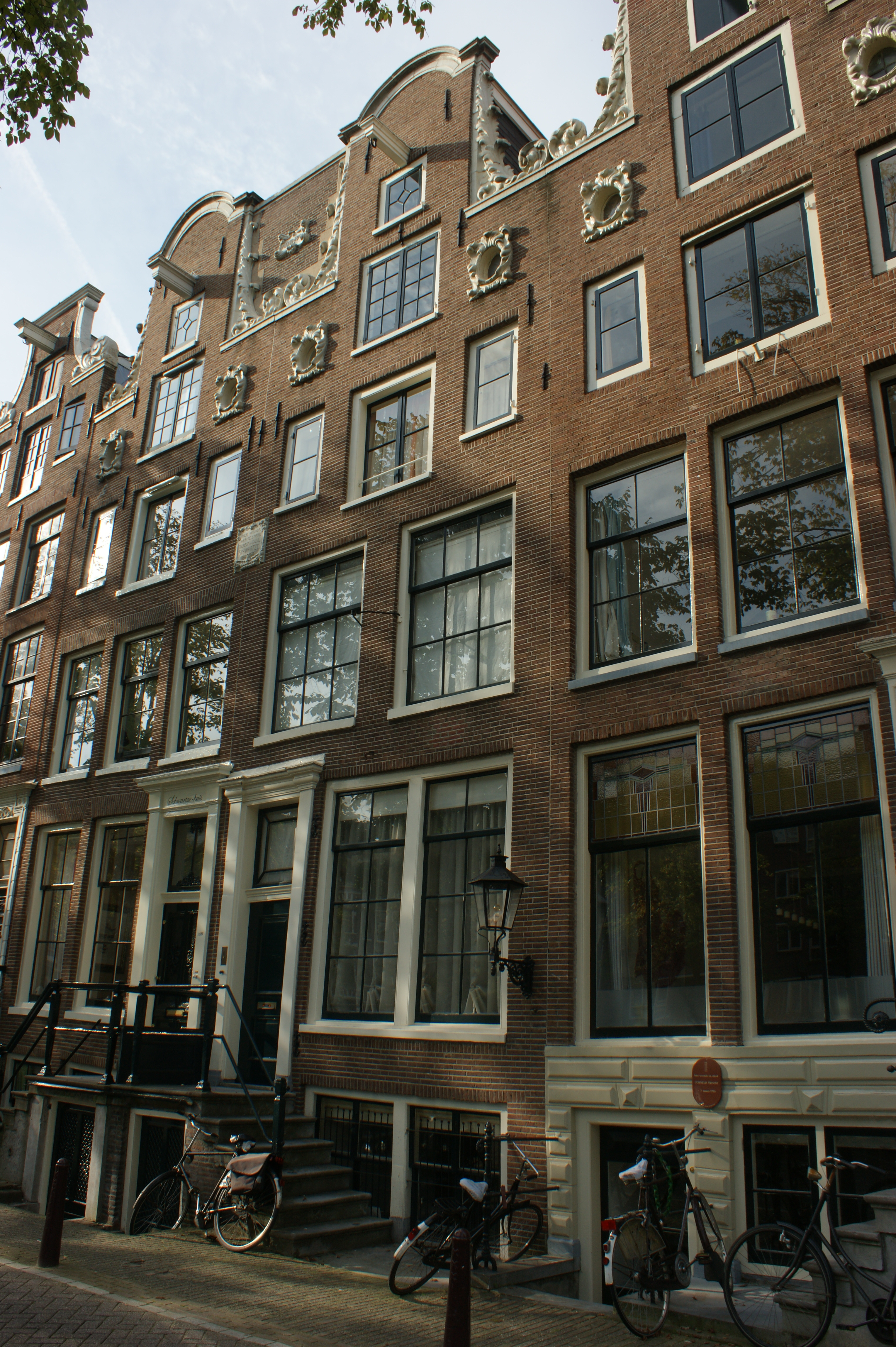
La seva casa.

Els seus retrats, la majoria de l'elit de Amsterdam, són notables pel seu excel·lent dibuix de caràcters i el vigor de la manipulació i rica qualitat del pigment. Signava els seus treballs amb: «Th. Schwartze» i més tard, quan va estar casada va començar a signar com: «Th. v Duyl.Schwartze».
Va ser una de les poques dones que va ser honrada amb la invitació de contribuir amb els seus retrats a la sala de pintors de la Galleria degli Uffizi a Florència. Algunes de les seves millors imatges, com un retrat de Petrus Jacobus Joubert, i Three Inmates of the Orphanage at Amsterdam, es troben al Rijksmuseum, i un titulat Five Amsterdam Orphans al Museu Boijmans Van Beuningen de Rotterdam.

### Treballs de Thérèse Schwartze per museu
Museu Històric Jueu
- Jewish antique dealer, Museu Històric Jueu
- Portrait of Mozes de Vries van Buren, Museu Històric Jueu
- Portrait of Abraham Carel Wertheim, Museu Històric Jueu
- Portrait of P. M. Wertheim-Wertheim, Museu Històric Jueu

Rijksmuseum
- Portrait of Dr. J.L. Dusseau (1870), Rijksmuseum
- Young Italian woman with the dog Puck (1879), Rijksmuseum
- Portrait of Peter Marius Tutein Nolthenius (1879/1880), Rijksmuseum
- Portrait of Frederik Daniël Otto Obreen (1883), Rijksmuseum
- Three Inmates of the Orphanage at Amsterdam (1885), Rijksmuseum
- Portrait of Pierre Cuypers (1885), Rijksmuseum
- Portrait of Alida Elisabeth Grevers (1889), Rijksmuseum
- Portrait of Petrus Jacobus Joubert (1890), Rijksmuseum
- Portrait of Paul Joseph Constantin Gabriël (1899), Rijksmuseum
- Portrait of Amelia Eliza van Leeuwen (1900), Rijksmuseum
- Portrait of Lizzy Ansingh (1902), Rijksmuseum
- Portrait of Maria Catharina Josephine Jordan (1902), Rijksmuseum

Museu Teyler
- Portrait of C.M van der Goot-Mabé Grevingh (1883), Museu Teyler

Universitat de Leiden
- Several drawings, Universitat de Leiden
- Portrait of Prof Adriaan Heynsius (1883), Universitat de Leiden
- Portrait of Prof Gustaaf Schlegel (c.1900), Universitat de Leiden
- Portrait of Prof A.P.N. Franchimont (1899), Universitat de Leiden
- Portrait of Michael Jan de Goeje (c.1905), Universitat de Leiden
- Portrait of Prof Blok (1914), Universitat de Leiden

## Galeria

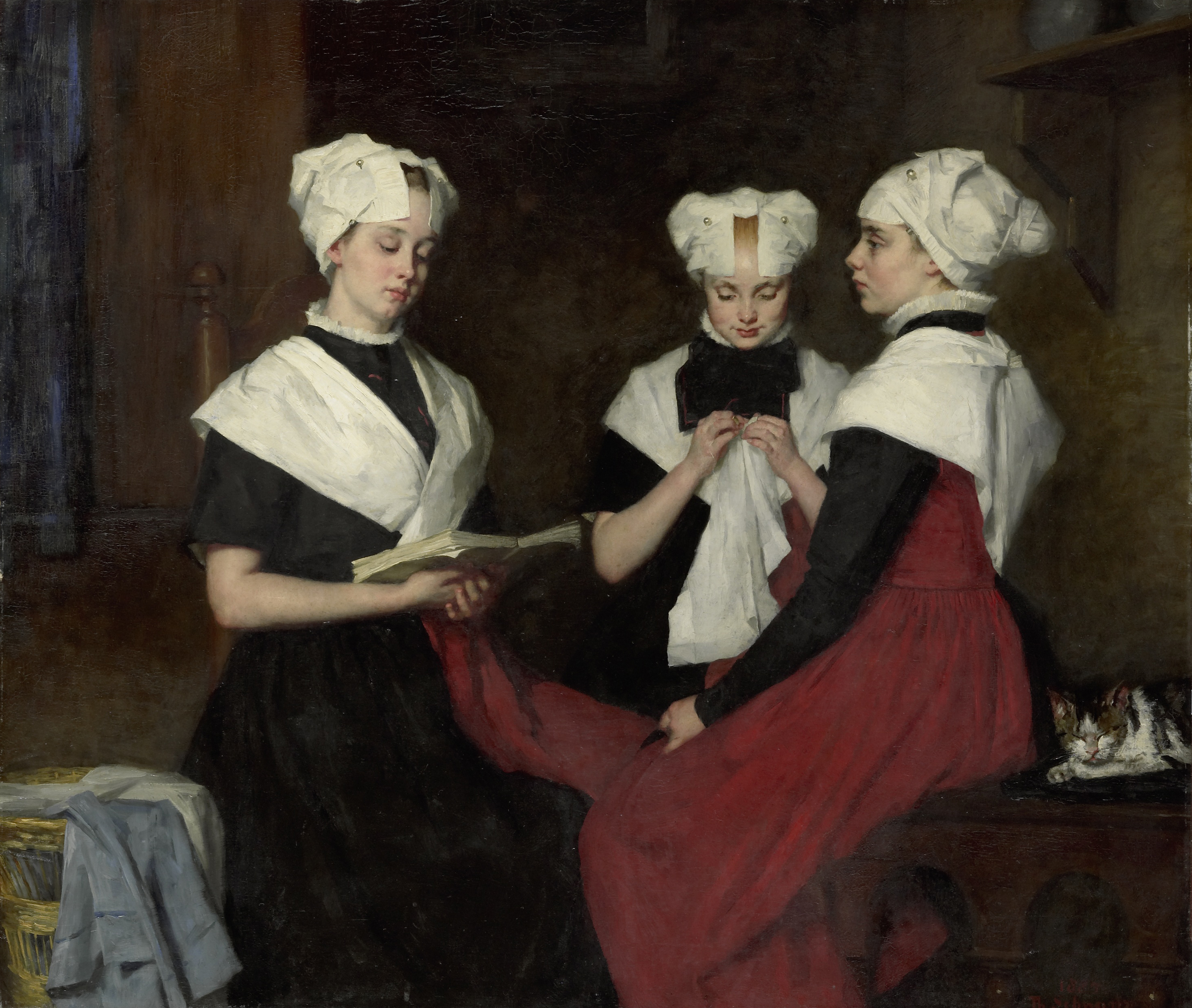
Three Inmates of the Orphanage at Amsterdam (1885)
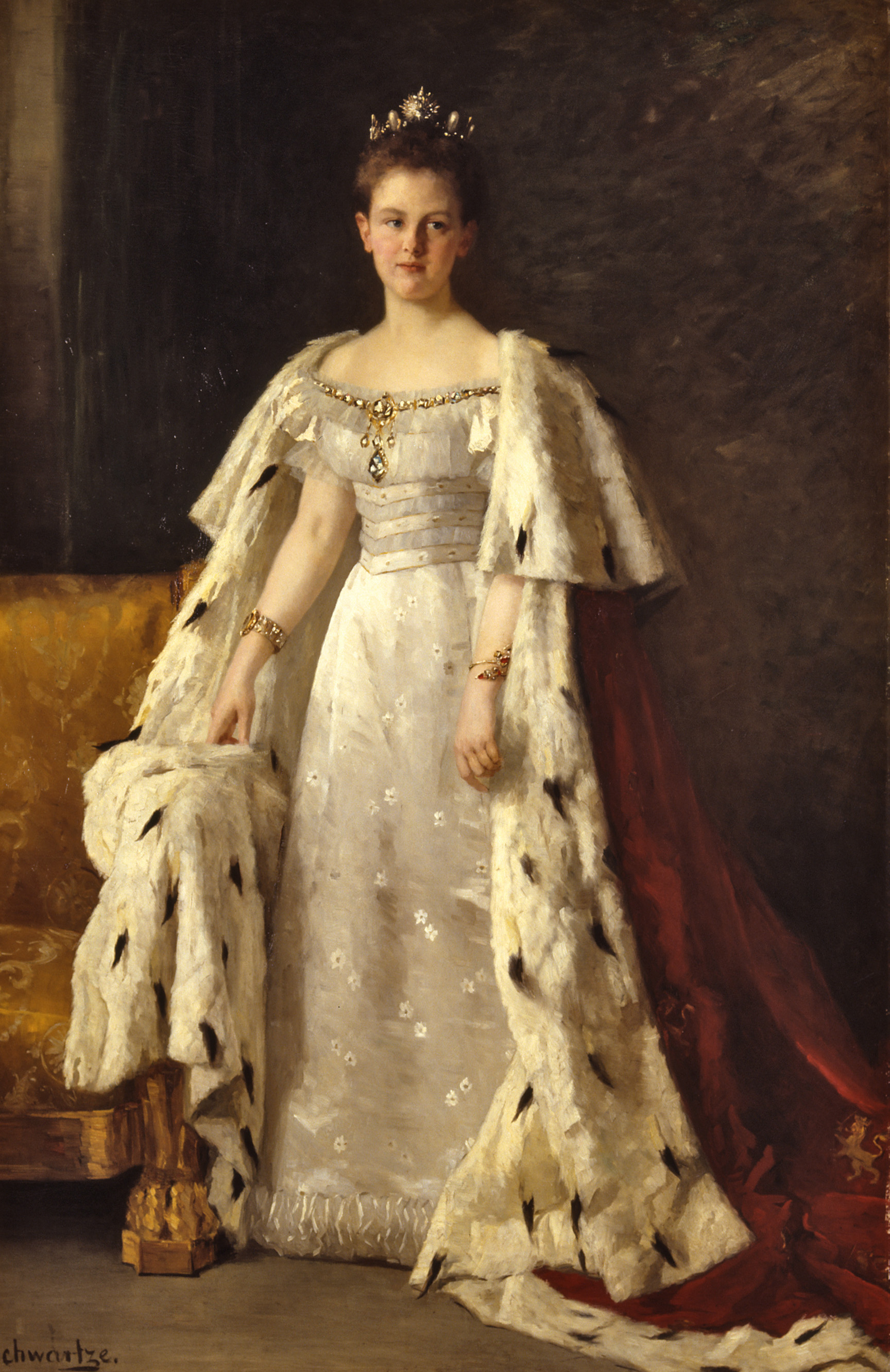
Reina Wilhelmina (1898)
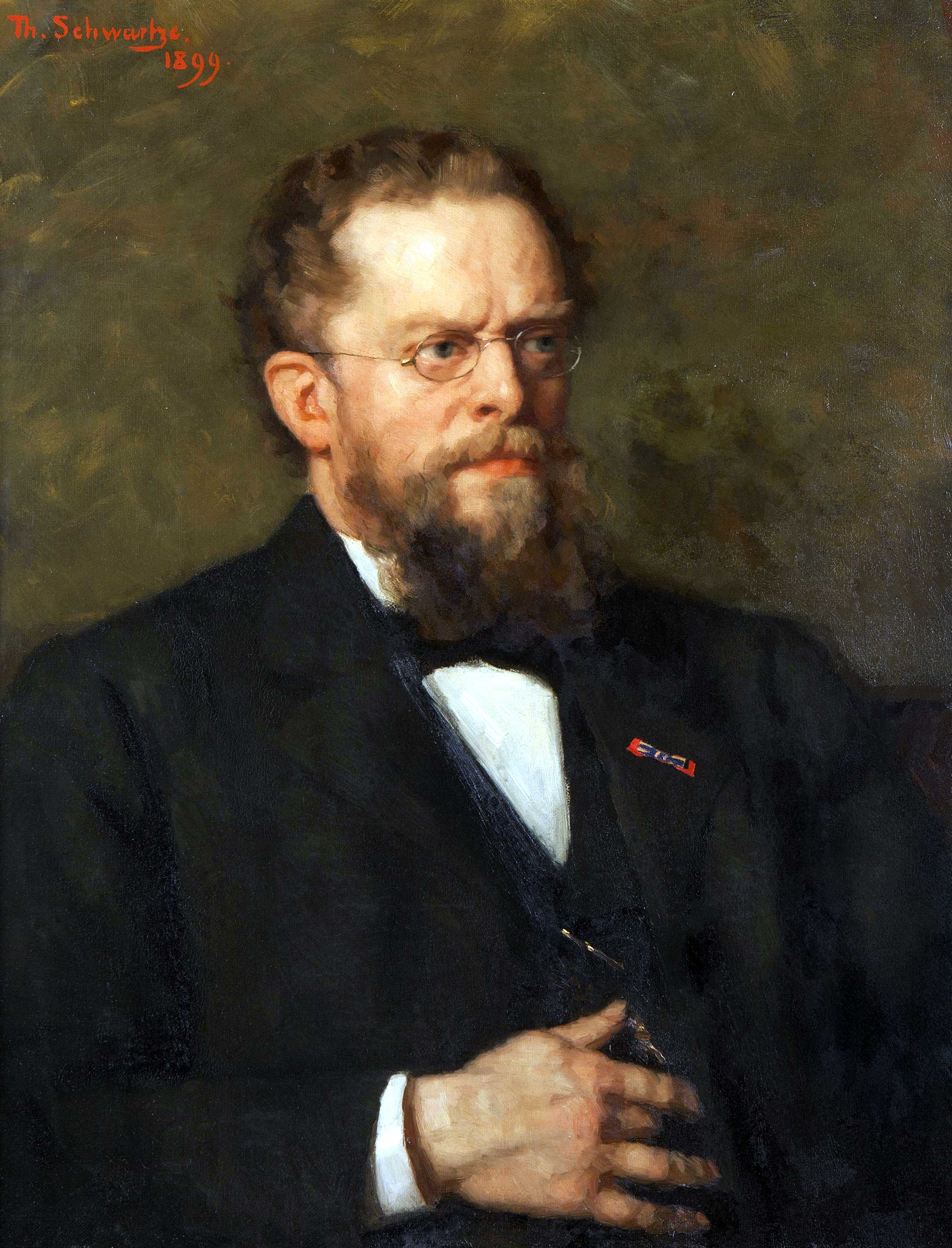
Portrait of Prof A.P.N. Franchimont (1899)
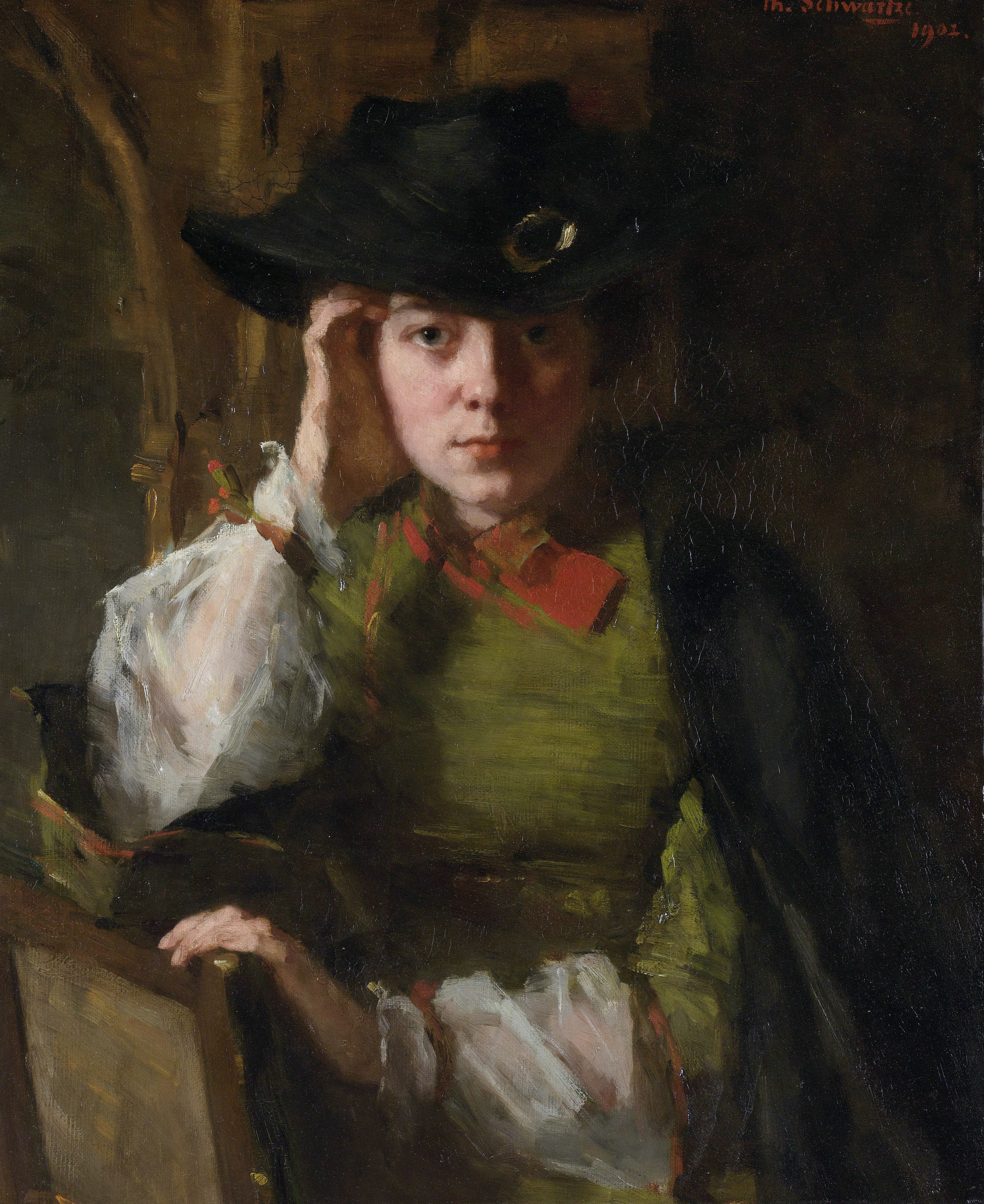
Portrait of Lizzy Ansingh (1902)
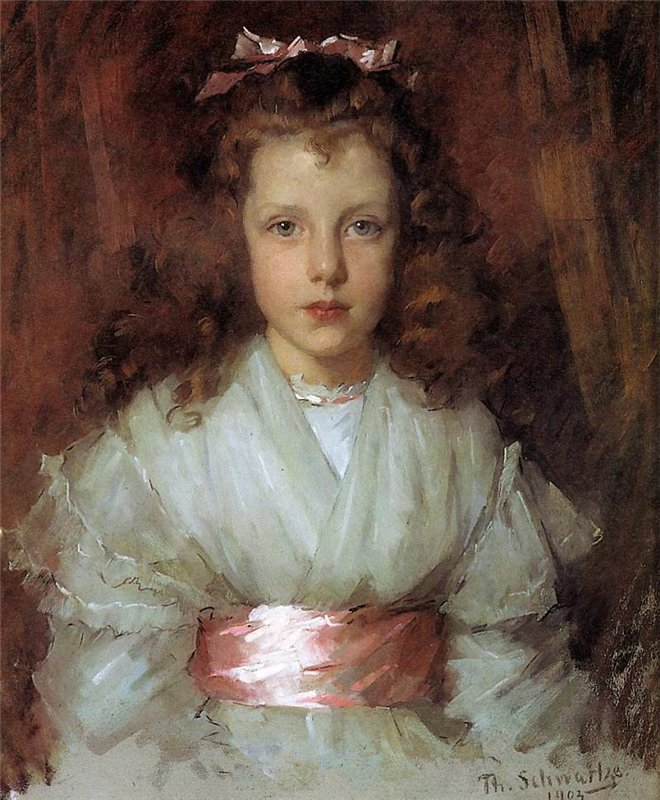
Portrait of Geradine Marguerite van Hardenbroek (1903)
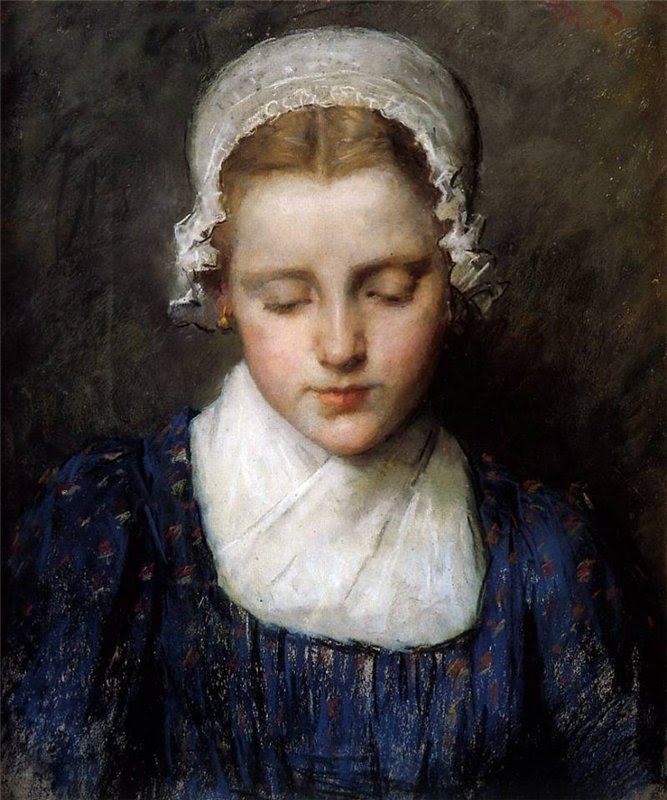
Portrait of a Girl (1918)
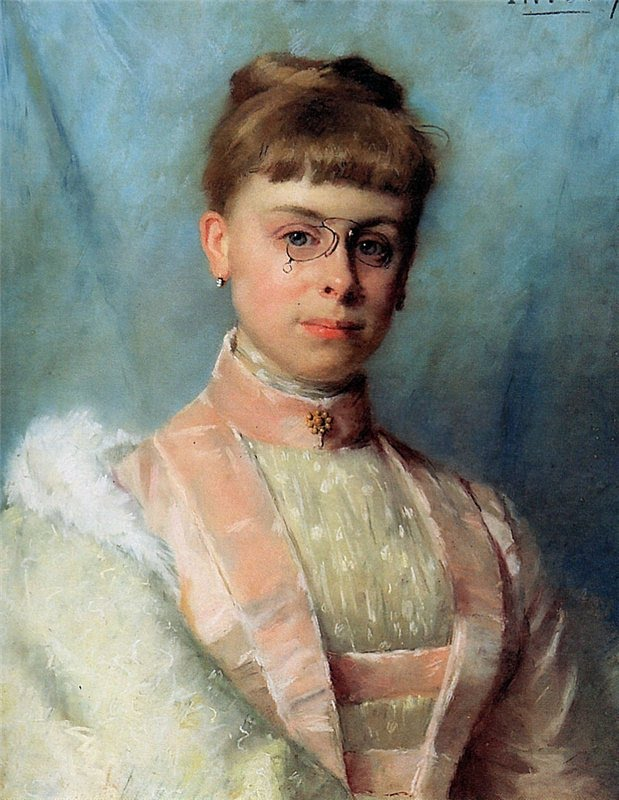
Portrait of Johanna Eugenia Theadora Van Hoorn Schouwe (1918)